# Johann Hackfeld

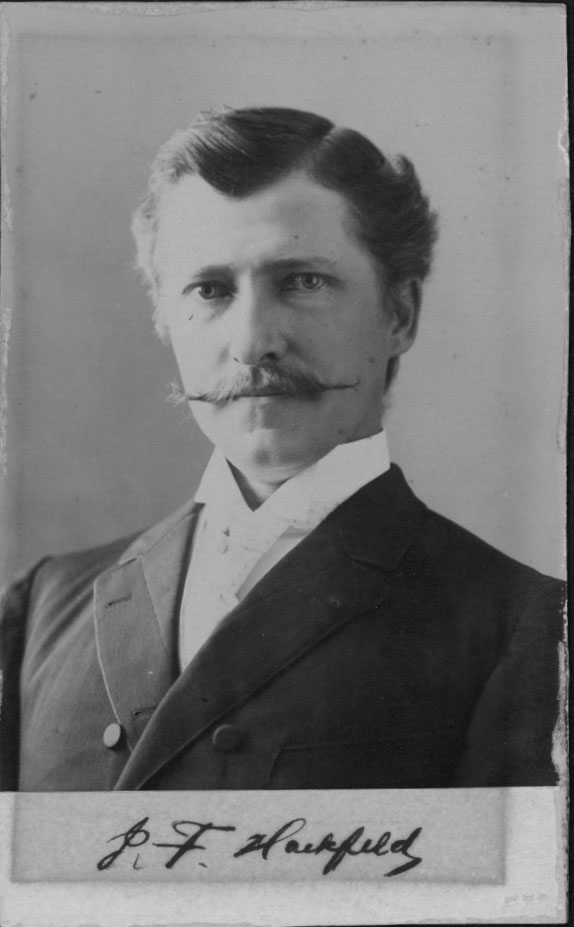

Johann Friedrich Hackfeld (* 26. Dezember 1856 in Bookholzberg (Ganderkesee); † 27. August 1932 in Oberglottertal (Baden)) war ein deutscher Kaufmann und Konsul.

## Biografie
Hackfeld war der Sohn eines Häuslings und Schneidermeisters sowie der Neffe von Hinrich Hackfeld. Er besuchte die Handelsschule und absolvierte eine kaufmännische Lehre bei Chr. Papendieck & Co. Danach war er in der Firma seines Onkels in Hawaii tätig, die ein Ladengeschäft in Honolulu, eine Reederei und   Zuckerrohrplantagen betrieb und Zucker und Südfrüchte exportierte. 1871 kehrte der Onkel Hinrich Hackfeld nach Bremen zurück und gründete eine Firma in der Langenstraße Nr. 131. Seit 1881 war Johann Hackfeld Teilhaber der Bremer Firma Hackfeld & Co., die inzwischen an der Schlachte Nr. 31B residierte.
Der Plantagenbesitzer Paul Isenberg (1837–1903) wurde 1881 Teilhaber des Unternehmens Hackfeld. Als Hinrich Hackfeld 1886 die Geschäftsleitung an Isenberg abgab, war die Firma H. Hackfeld & Co. eine der größten auf Hawaii. Die Firma wurde in der Leitung 1903 nach dem Tode von Isenberg von Johann Hackfeld übernommen. Er war zudem Konsul in Honolulu für Deutschland, Österreich, Ungarn, Russland, Schweden und Belgien.
Die Firma wurde in das US-amerikanische Unternehmen Hackfeld & Co. Ltd. umgewandelt. Im Ersten Weltkrieg erfolgte 1917 die Beschlagnahme der Firma durch die USA. Hackfeld hielt sich zu dieser Zeit in Bremen auf und kehrte danach nicht mehr nach Hawaii zurück. 1918 verkaufte der von der US-Regierung bestellte Treuhänder des feindlichen Eigentums die Anteile der Firma  unter Wert an Konkurrenzfirmen und löste damit  die Firma auf.
1928 finanzierte er für den Christlichen Verein Junger Menschen (CVJM) in Bremen an der Contrescarpe/Birkenstraße Nr. 34 den Erwerb eines Vereinshauses. Der Neubau von 1955 nach Plänen von Friedrich Schumacher erhielt den Namen Konsul-Hackfeld-Haus. Aktuell (2011) befinden sich hier neben dem CVJM noch eine Behörde und eine Vermietungs- und Betriebsgesellschaft.
Als Privatmann lebte Johann Hackfeld bis 1932 in Bremen. Er stiftete zusammen mit seiner Tante Marie Gesine Hackfeld, der Witwe von Hinrich Hackfeld,  und  Wobetha Magaretha Isenberg, der Witwe von Paul Isenberg, einen Großteil des gemeinsamen Vermögens in der Hansestadt. Neben dem Konsul-Hackfeld-Haus ist die Spende zur Domrenovierung von 1899 zu erwähnen. Für Ganderkesee wurde von Marie Gesine Hackfeld und Johann Hackfeld 1888 der „Hackfeld’sche Marien-Schulfonds“ errichtet, der begabten Kindern aus der Region zur Weiterbildung zur Verfügung steht.
Das Kaufhaus in Honolulu gab es noch bis zur Mitte des 20. Jahrhunderts.
Hackfelds Grab befindet sich auf dem Riensberger Friedhof (Grablage Z 329).

## Ehrungen
- Er erhielt das hawaiische Ehrenbürgerrecht.
- Das Konsul-Hackfeld-Haus in Bremen wurde nach ihm benannt.